# Antonio Bianchin
Antonio Bianchin (Villorba, 11 settembre 1936 – Calcinaia, 22 gennaio 1991) è stato un vescovo cattolico italiano.

## Biografia
Antonio Bianchin nacque a Villorba, in provincia e diocesi di Treviso, l'11 settembre 1936 da Bruno (1896-1976) e Teresa Foresto (1898-1979).

### Formazione e ministero sacerdotale
Compì gli studi secondari a Treviso.
Il 29 giugno 1961 fu ordinato presbitero per l'arcidiocesi di Pisa. In seguito fu vicario parrocchiale a Riglione; assistente ecclesiastico del movimento studenti; vice-rettore del seminario; assistente ecclesiastico diocesano dell'Azione Cattolica, direttore del pensionato universitario "G. Toniolo" e direttore spirituale del seminario dal 1975 al 1985 e parroco della parrocchia di San Giuseppe a Pontedera dal 1985 al 1987.

### Ministero episcopale
Il 10 marzo 1987 papa Giovanni Paolo II lo nominò vescovo titolare di Vannida. Il 14 dello stesso mese il pontefice lo nominò assistente ecclesiastico generale dell'Azione Cattolica; succedette a Fiorino Tagliaferri, nominato vescovo di Viterbo. Ricevette l'ordinazione episcopale il 25 aprile successivo dal cardinale Ugo Poletti, vicario di Sua Santità per la diocesi di Roma, co-consacranti l'arcivescovo metropolita di Pisa Alessandro Plotti e il vescovo di Viterbo, Acquapendente, Bagnoregio, Montefiascone, Tuscania e San Martino al Monte Cimino Fiorino Tagliaferri.
Secondo alcuni la sua nomina aveva lo scopo di contribuire ad allineare maggiormente l'associazione agli orientamenti che papa Giovanni Paolo II stava cercando di imprimere all'Azione cattolica in Italia. In particolare, monsignor Bianchin è stato additato come un esponente della minoranza, a differenza del suo predecessore, Fiorino Tagliaferri, considerato vicino alle posizioni progressiste della presidenza di Alberto Monticone.
Bianchin non ebbe successo nelle sue pressioni sui dirigenti laici, però fece sostituire tre assistenti di settore, don Ignazio Sanna, del settore giovani; don Francesco Vitari, dell'Azione Cattolica Ragazzi e don Paolo Rabitti.
Colpito da un ictus a fine settembre del 1989, rinunciò all'incarico. Fu accolto nella canonica di Casciavola da don Gino Antoniolli, anch'egli presbitero di origini trevigiane incardinato nell'arcidiocesi di Pisa, che lo accudì fino agli ultimi giorni.
Morì il 22 gennaio 1991, all'età di 54 anni, dopo un aggravamento delle sue condizioni di salute. È sepolto nella tomba di famiglia nel cimitero di Villorba.

## Genealogia episcopale
La genealogia episcopale è:
- Cardinale Scipione Rebiba
- Cardinale Giulio Antonio Santori
- Cardinale Girolamo Bernerio, O.P.
- Arcivescovo Galeazzo Sanvitale
- Cardinale Ludovico Ludovisi
- Cardinale Luigi Caetani
- Cardinale Ulderico Carpegna
- Cardinale Paluzzo Paluzzi Altieri degli Albertoni
- Papa Benedetto XIII
- Papa Benedetto XIV
- Papa Clemente XIII
- Cardinale Marcantonio Colonna
- Cardinale Giacinto Sigismondo Gerdil, B.
- Cardinale Giulio Maria della Somaglia
- Cardinale Carlo Odescalchi, S.I.
- Cardinale Costantino Patrizi Naro
- Cardinale Lucido Maria Parocchi
- Papa Pio X
- Cardinale Gaetano De Lai
- Cardinale Raffaele Carlo Rossi, O.C.D.
- Arcivescovo Gilla Vincenzo Gremigni, M.S.C.
- Cardinale Ugo Poletti
- Vescovo Antonio Bianchin